# Daslook-schietwilgroest
De daslook-schietwilgroest (Melampsora salicis-albae) is een roestschimmel die behoort tot de familie Melampsoraceae. Het is een biotrofe parasiet. Hij komt voor op Salix en Allium.

## Kenmerken
Spermogonia
Spermogonia zijn ubepidermaal, weinig geprononceerd. Ze hebben een diameter van 0,2 mm.
Aecia
Aecia komen voor aan de onderkant van het blad en op stengels op geelkleurige plekken. Ze hebben een diameter van 1 mm. De aecia hebben geen peridium, maar de resten van de doorbroken epidermis kunnen misleidend zijn. De aeciosporen zijn helder oranjegeel, dichtwrattig en meten 17-26 × 15-18 µm. De sporenwand heeft een dikte van 1 tot 1,5 µm.
In dit stadium is deze soort niet te onderscheiden van het look-wilgenroest (Melampsora allii-fragilis).
Uredinia
De oranje Uredinia groeien meestal aan de onderzijde. Ze produceren peervormig-elliptische sporen van 20-36 × 11-17 µm groot. De wand heeft een dikte van 2 µm. De urediniosporen zijn aan de onderzijde glad en aan de bovenzijde dicht-stekelig. Tussen de sporen staan veel knotsvormige, dikwandige parafysen. 
Telia
Telia komen aan twee kanten van het blad voor. Ze staan solitair of in losse groepjes. De teliosporen zijn eencellig en meten 24-45 × 7-10 µm. De kiempore is onopvallend.

## Verspreiding
Het komt in Nederland zeer zeldzaam voor.

## Waardplanten
- Allium scorodoprasum (Slangenlook)
- Allium ursinum (Daslook)
- Salix alba (& var. vitellina) (Schietwilg)
- Salix babylonica (Treurwilg)
- Salix caprea (Boswilg)
- Salix cinerea (Grauwe wilg)
- Salix pentandra (Laurierwilg)
- Salix pseudomedemii
- Salix triandra (Amandelwilg)